# Linaluk Island
Linaluk Island är en ö i Kanada.   Den ligger i territoriet Northwest Territories, i den norra delen av landet, 3 400 km nordväst om huvudstaden Ottawa. Arean är 18,3 kvadratkilometer.
Terrängen på Linaluk Island är mycket platt. Öns högsta punkt är 33 meter över havet. Den sträcker sig 4,4 kilometer i nord-sydlig riktning, och 6,5 kilometer i öst-västlig riktning.
Trakten runt Linaluk Island består i huvudsak av gräsmarker. Trakten runt Linaluk Island är nära nog obefolkad, med mindre än två invånare per kvadratkilometer.